# Scyllarus lewinsohni
Scyllarus lewinsohni är en kräftdjursart som beskrevs av Lipke Bijdeley Holthuis 1967. Scyllarus lewinsohni ingår i släktet Scyllarus och familjen Scyllaridae. Inga underarter finns listade i Catalogue of Life.